# Neogene pictus
Neogene pictus là một loài bướm đêm thuộc họ Sphingidae. Loài này có ở Paraguay và miền bắc Argentina.